# Кудрино (Рыбинский район)
В Ярославской области есть ещё три деревни с таким названием, в Некрасовском, Первомайском и Переславском районах.
Кудрино — деревня в Глебовском сельском округе Глебовского сельского поселения Рыбинского района Ярославской области.
Деревня расположена примеро в 1 км к востоку от дороги Глебово — Легково. На южной окраине стоящей на этой дороге деревни Горохово имеется поворот на просёлочную дорогу в восточном направлении, ведущий к близко расположенным деревням Кудрино и, далее, Тверево. Кудрино стоит на окруженном лесами поле, на котором юго-восточнее, примерно в 500 м стоит деревня Тверево, а на расстоянии 1,5 км деревня Селиваново. Деревня расположена на водоразделе. Несмотря на близость Волги, протекающей в 2 км в западу, мелиорированное болото, примыкающее к деревне с востока имеет сток в ручьи текущие на северо-восток, и впадающие в залив Рыбинского водохранилища, образовавшийся при затоплении долины реки Юга. В 2 км к востоку от Кудрино, за болотом, находится деревня Заболотье.
Деревня Кудрина указана на плане Генерального межевания Рыбинского уезда 1792 года.
На 1 января 2007 года в деревне числилось 4 постоянных жителя. Почтовое отделение, расположенное в селе Глебово, обслуживает в деревне Кудрино 7 домов.